# Теокалли

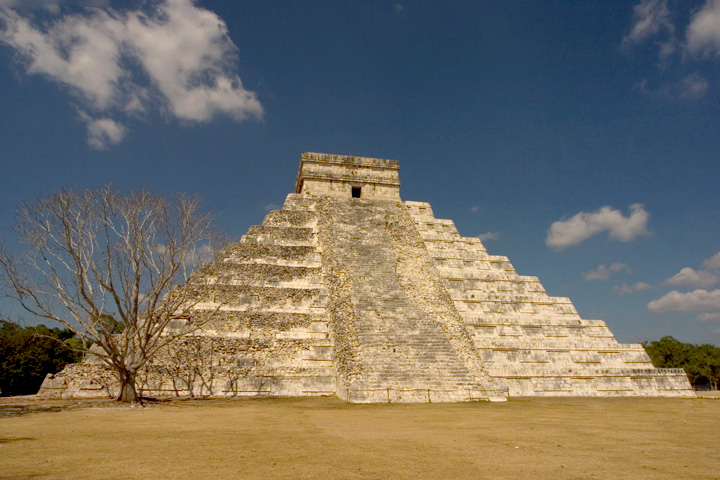
Пирамида Кукулькана, Чичен-Ица, Мексика.

Теокалли (аст. teōcalli — дом бога, от аст. teotl — божество и аст. calli — дом) — тип культового сооружения, характерного для Центральной Америки доколумбовой эпохи. 

## История
Теокалли представляет собой четырехугольную каменную пирамиду, стороны которой, как правило, были строго ориентированы по сторонам света. Пирамида состояла из нескольких уступов, образовывавших террасы, а также имела крутую лестницу на всю высоту. На самом верхнем уступе располагался храм для жертвоприношений. Теокалли характерны для архитектуры ацтеков, тольтеков, майя. Например в городе (около) Папантла, в мексиканском государстве (штате) Вера-Крус есть древний дворец (развалины) «Теокалли» из порфировых плит (глыб), с замечательными скульптурами.
Одним из крупнейших теокалли была пирамида Уицилопочтли, построенная в Теночтитлане в 1325 году. Она возвышалась над городом на 60 метров.